# Villemardy
Villemardy é uma comuna francesa na região administrativa do Centro, no departamento Loir-et-Cher. Estende-se por uma área de 12,05 km². Em 2010 a comuna tinha 280 habitantes (densidade: 23,2 hab./km²).